# José de Jesús Godínez
José de Jesús Godínez est un footballeur mexicain né le 20 janvier 1997 à Guadalajara. Il évolue au poste d'attaquant au Nantong Zhiyun. 

## Biographie
Il remporte la Ligue des champions de la CONCACAF en 2018 avec le club de Guadalajara, en battant l'équipe canadienne du Toronto FC en finale à l'issue d'une séance de tirs au but. Lors de cette compétition, il marque un but en quart de finale face au club américain des Sounders de Seattle.

## Palmarès
- Champion du Mexique en 2017 (Tournoi de Clôture) avec le CD Guadalajara
- Vainqueur de la Ligue des champions de la CONCACAF en 2018 avec le CD Guadalajara
- Godínez arrive en demi-finale du tournoi Maurice Revello[2] avec l'équipe des espoirs du Mexique en 2019,